# The Immigrant's Violin
The Immigrant's Violin è un cortometraggio muto del 1912 diretto da Otis Turner.

## Produzione
Il film fu prodotto dall'Independent Moving Pictures Co. of America (IMP).

## Distribuzione
Distribuito dalla Motion Picture Distributors and Sales Company, il film uscì nelle sale cinematografiche USA il 26 febbraio 1912.